# Łucja Prus

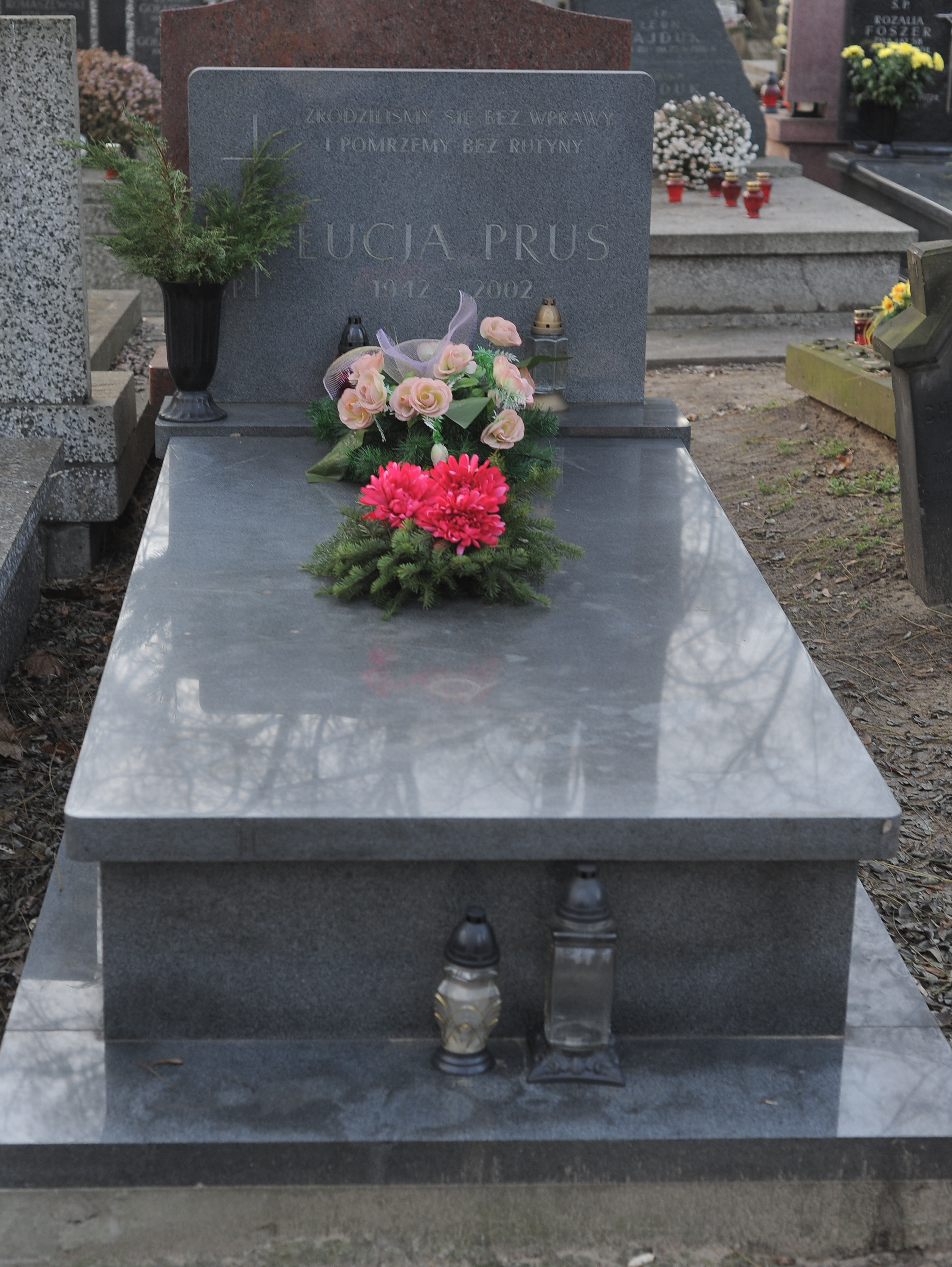
Grób Łucji Prus na warszawskim cmentarzu Bródnowskim

Łucja Weronika Prus (ur. 25 maja 1942 w Białymstoku, zm. 3 lipca 2002 w Warszawie) – polska piosenkarka.

## Życiorys
Zadebiutowała jako piosenkarka w pierwszej połowie lat 60. Znana jest z występów na polskiej estradzie oraz z tworzenia muzyki do filmów animowanych i fabularnych. Współpracowała z TVP przy produkcjach telewizyjnych i filmowych. Wylansowała przeboje, takie jak m.in. „Dookoła noc się stała”, „Nic dwa razy się nie zdarza”, „Twój portret”, „W żółtych płomieniach liści”, „Walc chopinowski” i „Tango z różą w zębach”.
Współpracowała m.in. z Januszem Muniakiem, Włodzimierzem Nahornym, Jonaszem Koftą, Janem Wołkiem, Agnieszką Osiecką, Alicją Majewską, Jerzym Połomskim oraz zespołem Skaldowie.

## Życie prywatne
Pierwszym mężem piosenkarki był kompozytor Andrzej Mundkowski. Małżeństwo rozpadło się, a Prus poślubiła Ryszarda Kozicza, menedżera m.in. zespołu Skaldowie. Mieli córkę, Julię.
Zmarła na raka piersi. Została pochowana na cmentarzu Bródnowskim (kwatera 15D-1-13) w Warszawie.

## Nagrody i odznaczenia
Wielokrotnie uhonorowana na Festiwalu w Opolu. Za zasługi dla kultury została pośmiertnie odznaczona Krzyżem Kawalerskim Orderu Odrodzenia Polski.

## Festiwal Piosenki Literackiej im. Łucji Prus „W żółtych płomieniach liści”
Od 2009 roku w Białymstoku corocznie odbywa się Festiwal Piosenki Literackiej „W żółtych płomieniach liści” im. Łucji Prus. Pomysłodawcą tego festiwalu jest Piotr-Bogusław Jędrzejczak, a organizatorem Wojewódzki Ośrodek Animacji Kultury w Białymstoku. W jury na stałe zasiadają niegdysiejsi współpracownicy Łucji Prus: Włodzimierz Nahorny, Janusz Strobel i Jan Wołek.

## Dyskografia
- 1974 Łucja Prus
- 1978 Łucja Prus dzieciom
- 1980 Łucja Prus
- 1986 Domowe przedszkole: Piosenki dla dzieci
- 1988 Kolędy (z A. Majewską, J. Połomskim i W. Korczem)
- 1994 Dla dzieci od lat 3
- 1996 Szymborska Poems, Songs
- 1996 W dzień Bożego Narodzenia
- 1999 Złota kolekcja / Nic dwa razy się nie zdarza
- 2003 Czułość
- 2004 Platynowa kolekcja / Złote przeboje